# Hůrky
Hůrky là một làng thuộc huyện Rokycany, vùng Plzeňský, Cộng hòa Séc.